# Базаев, Жалавди Салавдиевич
Жалавди Салавдиевич Базаев (род. 28 ноября 2002) — российский тяжелоатлет, бронзовый призёр чемпионата России 2022 года, мастер спорта России. Выступает в весовой категории до 67 кг. Тренируется под руководством Х. З. Асаева.
На первенстве России среди юниоров 2018 года Базаев стал чемпионом страны (109+125=234 кг). Через два года в Старом Осколе на юниорском первенстве страны Базаев стал вторым (113+130=243). На первенстве 2022 года в Сыктывкаре Базаев занял 5-е место.

## Спортивные результаты
- Чемпионат России по тяжёлой атлетике 2022 года —  (124+153=279);